# The Marshall Mathers LP
The Marshall Mathers LP je tretji studijski album ameriškega raperja Eminema. Izdan 23. maja, 2000, album je bil prodan v več kot 1,76 milijonih kopijah v svojem prvem tedne same v ZDA. Leta 2001 je album zmagal Grammy nagrado za "Najboljši Rap Album" in je bil nominiran za Grammy nagrado za "Album Leta". Recording Industry Association of America je album certificirala "diamond" v ZDA, z več kot 10 milijonov pošiljk. Do leta 2005 je bil album prodan v več kot 19 milijonih enotah širom sveta. Do sedaj je postal najbolj prodan rap album vseh časov v ZDA, z več kot 11 miljonov prodanimi kopijami.

## Ozadje

### Vsebina
The Marshall Mathers LP je bolj resen album kot The Slim Shady LP, ki je presežno vseboval njegovo zlobno osebnost, Slim Shady . V velikem delu albuma govori o njegovem vzponu in napadanje tistih, ki so kritizirali njegov prejšnji album. V drugih temah govori tudi o odnosi s svojo družino, ter Kim Mathers, njegovo bivšo ženo.

### Lirična vsebina
The Marshall Mathers LP je bl itdan v obeh, "čisti" in "izrecni" verziji. Vendar pa je nekaj besedila cenzuriranega tudi na njegovi "izrecni" verziji. Nekaj pesmi je cenzuriranih zaradi dogodkov v času albumove izdaje.
Za razliko od Eminemovega prvenca,The Slim Shady LP-ja, The Marshall Mathers LP je bolj introperspektiven v svojih besedilih in vsebuje manj Eminemove zlobne osebnosti, Slim Shady-a. Večino pesmi pokriva Eminemove probleme v otroštvu in v družini, vključne z njegovo mati ("Kill You"),, probleme z njegovo (bivšo) ženo ("Kim"),, boje s slavo in pričakovanji ("Stan","I'm Back" in "Marshall Mathers"),, njegovo vrnitev in učinek v glasbeni industriji ("Remember Me?", "Bitch Please II"),, uporabo drog ("Drug Ballad"),, njegov učinek na ameriško mladino in and družbo ("The Way I Am", "Who Knew"),, and reakcionarno zalust kritičnim odzivom na njegovo vulgarnost in temne teme ("Criminal"). Skozi celoten album, je poslušalec predstavljen 'temnim temam', kontroverzijalnosti in življenjskim zgodbam, v katerih Eminem namerno zamegli meje med blurring the lines between dejstvi in fikcijo. Kljub veliki meri kontroverzijalnosti glede na besedila, so besedila na albumu bila večinoma zelo dobro sprejeta med kritiki in Hip Hop skupnostjo. Veliko je častilo Eminemovo verbalno energijo in rime. Eminem je kritikom odgovarjal pogosteje v nekaterih svojih kasnejših delih.
Album vsebuje več liričnih vzorcev in omenitev. Vsebuje več besed, ki mimikujejo pesmi iz Eric B.-jevega in Rakimevega albuma Paid in Full. Refren iz "The Way I Am" vsebuje besede iz pesmi "As the Rhyme Goes On", in prve dva stavka v tretjem verzu pesmi "I'm Back" temelji na besedi iz "My Melody". Dva stavska v "Marshall Mathers" so parodija LFO-jeve pesmi "Summer Girls".

### Produkcija
Album so producirali Dr. Dre , Mel-Man, Bass Brothers, The 45 King in Eminem.

## Singli
- The Real Slim Shady
  - Izdan: 21. may, 2000
- The Way I Am
  - Izdan: 7. september, 2000
- Stan
  - Izdan: 9. december, 2000

## Seznam pesmi =
- Vse pesmi je napisal Eminem.

| Št. | Naslov                                                                | Producenti                | Dolžina |
| --- | --------------------------------------------------------------------- | ------------------------- | ------- |
| 1.  | „Public Service Announcement 2000‟                                    |                           | 0:25    |
| 2.  | „Kill You‟                                                            | Dr. Dre, Mel-Man          | 4:24    |
| 3.  | „Stan‟ (featuring Dido)                                               | The 45 King, Eminem (co.) | 6:43    |
| 4.  | „Paul‟ (skit)                                                         |                           | 0:10    |
| 5.  | „Who Knew‟                                                            | Dr. Dre, Mel-Man          | 3:47    |
| 6.  | „Steve Berman‟ (skit)                                                 |                           | 0:53    |
| 7.  | „The Way I Am‟                                                        | Eminem                    | 4:50    |
| 8.  | „The Real Slim Shady‟                                                 | Dr. Dre, Mel-Man          | 4:44    |
| 9.  | „Remember Me?‟ (featuring RBX & Sticky Fingaz)                        | Dr. Dre, Mel-Man          | 3:38    |
| 10. | „I'm Back‟                                                            | Dr. Dre, Mel-Man          | 5:10    |
| 11. | „Marshall Mathers‟                                                    | Bass Brothers, Eminem     | 5:20    |
| 12. | „Ken Kaniff‟ (skit)                                                   |                           | 1:01    |
| 13. | „Drug Ballad‟                                                         | Bass Brothers, Eminem     | 5:00    |
| 14. | „Amityville‟ (featuring Bizarre)                                      | Bass Brothers             | 4:14    |
| 15. | „Bitch Please II‟ (featuring Dr. Dre, Snoop Dogg, Xzibit & Nate Dogg) | Dr. Dre, Mel-Man          | 4:48    |
| 16. | „Kim‟                                                                 | Bass Brothers             | 6:17    |
| 17. | „Under the Influence‟ (featuring D12)                                 | Bass Brothers, Eminem     | 5:22    |
| 18. | „Criminal‟                                                            | Bass Brothers, Eminem     | 5:19    |

| Limited edition bonus track | Limited edition bonus track | Limited edition bonus track | Limited edition bonus track |
| Št.                         | Naslov                      | Producer(s)                 | Dolžina                     |
| --------------------------- | --------------------------- | --------------------------- | --------------------------- |
| 19.                         | „The Kids‟                  | Bass Brothers, Eminem       | 5:03                        |

| Limited edition Enhanced Disc | Limited edition Enhanced Disc                                  | Limited edition Enhanced Disc | Limited edition Enhanced Disc |
| Št.                           | Naslov                                                         | Producer(s)                   | Dolžina                       |
| ----------------------------- | -------------------------------------------------------------- | ----------------------------- | ----------------------------- |
| 1.                            | „The Real Slim Shady‟ (instrumental)                           | Dr. Dre, Mel-Man              | 4:46                          |
| 2.                            | „The Way I Am‟ (instrumental)                                  | Eminem                        | 4:52                          |
| 3.                            | „Stan‟ (instrumental, featuring Dido)                          | The 45 King, Eminem (co.)     | 6:45                          |
| 4.                            | „The Kids‟ (explicit version)                                  | Bass Brothers, Eminem         | 5:06                          |
| 5.                            | „The Way I Am‟ (Danny Lohner Remix) (featuring Marilyn Manson) | Eminem                        | 4:53                          |
| 6.                            | „The Real Slim Shady‟ (Video – Director's cut)                 | Dr. Dre, Mel-Man              | 4:32                          |
| 7.                            | „The Way I Am‟ (Video – LP version)                            | Eminem                        | 5:06                          |
| 8.                            | „Stan‟ (Video – Director's version)                            | The 45 King, Eminem (co.)     | 8:16                          |